# Olho no Gato
Olho no Gato é uma canção da cantora e compositora brasileira Marina Sena, lançada em 30 de abril de 2023, através da Sony Music Brasil, como segundo single do segundo álbum de estúdio da cantora, Vício Inerente (2023). A canção foi escrita por Marina Sena e produzida por Iuri Rio Branco.

## Lançamento e repercussão
Após entrevista exibida no programa Fantástico, Sena lançou Olho no Gato como segundo single, em 30 de abril de 2023. Antes de ser lançada como single a faixa alcançou a posição 100 do Top 100 Spotify Brasil, com 243,640 streams no primeiro dia de lançamento. Também ficou na posição 5 na Apple Music Brasil. O videoclipe no YouTube ficou em #5 nos vídeos Em alta. 

## Apresentações ao vivo
Em 30 de abril de 2023, Marina Sena apresentou a faixa no programa Fantástico, da TV Globo.

## Faixas e formatos
| Download digital / streaming / vinil |                |         |  |
| N.º                                  | Título         | Duração |  |
| 1.                                   | "Olho no Gato" | 3:39    |  |